# Drugi rat u Gorskom Karabahu (2020.)
Sukobi u Gorskom Karabahu 2020. bili su oružani sukobi između azerbajdžanskih i armenskih vojnih snaga u Gorskom Karabahu, u sklopu dugotrajnih sukoba u Gorskom Karabahu koji su započeli 1988. god., još prije nego što su tijekom raspada Sovjetskog Saveza 1990.-1991.- god te dvije zemlje stekle neovisnost
Sukobi su započeli tijekom jutra 27. rujna 2020. godine duž linije kontakta Gorskog Karabaha. Obje strane izvijestile su o postojanju vojnih i civilnih žrtava. Kao odgovor na sukobe, Armenija i Gorski Karabah uveli su ratno stanje i potpunu mobilizaciju, dok je Azerbajdžan uveo ratno stanje i policijski sat, s Vilajetom Ejvazovom kao zapovjednikom. Dana 28. rujna u Azerbajdžanu je proglašena djelomična mobilizacija.

## Korijeni sukoba
Sukobi Armenije i Azerbajdžana oko regije Gorski Karabah sežu skoro sto godina unazad kada su sovjetske vlasti odlučile da se Gorskokarabaška autonomna oblast priključi tadašnjoj Azerbajdžanskoj Sovjetskoj Socijalističkoj Republici. Međutim, kako se bližio raspad Sovjetskog Saveza, ponovno se postavilo pitanje statusa Gorskog Karabaha. 
Tijekom prosinca 1991. godine, na održanom referendumu u Gorskom Karabahu, Armenci su se odlučili za stvaranje nezavisne države. Ubrzo su započeli oružani sukobi između Azerbajdžana i zajedničkih snaga Gorskog Karabaha i Armenije. Primirje je postignuto 12. svibnja 1994. godine; Gorski Karabah de jure je ostao dio Azerbajdžana, ali de facto kontrolu nad teritorijem ima nepriznata država Gorski Karabah. 
Nakon što je po zadobivanju neovisnosti početkom 1990.-ih godina Azerbejdžan uspio mnogostruko povećati proizvodnju i izvoz nafte i zemnog plina, bio je Azerbejdžan - koji s 10 milijuna stanovnika ima približno 3 puta veće stanovništvo od Armenija - u stanju više uložiti u u naoružavanje i opremiti svoje vojne snage.

### Zbivanja iz 2020. godine
Usprkos primirju zabilježeni su brojni oružani incidenti između armenskih i azerbajdžanskih snaga među kojima su najžešći sukobi bili 2016. godine i u srpnju 2020. godine.
Od srpnja 2020. počele su pogranične čarke na granici Armenije i Azerbajdžana što je kao posljedicu imalo pro-ratne demonstracije u Azerbajdžanu. Propagandnu podršku Azerbajdžanu tada je pružila i Turska. 
Turska također garantira postojanje azerbajdžanske eksklave Nakhchivan. Azerbajdžan i Tursku vežu zajedničke povijesne i kulturne veze te često jedni drugima tepaju kako su: "jedna nacija - dvije države". Na drugoj strani granice, Armenci gledaju na tursku podršku Azerbajdžanu kao na "nastavak armenskog genocida".

## Rat
Rat je počeo ujutro 27. rujna, ofenzivom azerskih oklopnih snaga kojima je pružalo potporu topništvo i naoružani dronovi. Armenski branitelji su pomoću topništva i navođenih protuoklopnih sustava uspjeli nanijeti izvijesne gubitke nadirućem azerskom oklopništvu, ali su u konačnici bili odbačeni sa svojih početnih položaja na jugoistoku i sjeveru Gorskog Karabaha. Azerbajdžan se pak uspješno koristio naoružanim dronovima za uništavanje armenskih PZO sustava kratkog dometa kojih su uništili trinaestak. U prva tri dana borbenih djelovanja, Azerbajdžan je uspio staviti pod kontrolu dijelove teritorija na jugu Gorskog Karabaha, da bi zatim njihova ofenziva posustala. Idućih nekoliko dana obje su strane izmjenjivale vatru sa statičnih položaja, da bi u protunapadu kojeg su poduzele armenske snage na sjeveru, Armenci su opet uspjeli povratiti dio teritorija. Najozbiljniji protunapad Armenci su poduzeli su četvrtog dana, no isti je završio taktičkim neuspjehom kad su im topništvo i oklop postali izloženi djelovanju neprijateljskih naoružanih dronova i dronova samoubojica.
Šestoga dana počela je razmjena topničke i raketne vatre kojom je gađana suparnička infrastruktura. U jutro sedmoga dana Azerbajdžan je krenuo u nova napadna djelovanja, čiji su nositelji bili Prvi, Drugi i Treći korpus Vojske Azerbajdžana na sjeveru samoprozvanog Arcaha, u čemu su polučili određeni uspjeh, ali je napad uskoro zaustavljen.
U nastavku se većina borbi odvijala na jugu koji je gledajući konfiguraciju terena relativno ravan i manje naseljen u usporedbi sa sjeverom gdje dominira planinski teren. Azeri su zatim krenuli u nova napadna djelovanja usmjerena ka gradovima Džebaril i Fizuli u kojima su uspjeli probiti nekoliko slojeva armenskih obrambenih linija koje su činile zonu razdvajanja prema njima. Na koncu je i to napredovanje zaustavljeno.
Dana 10. listopada, Rusija je uspjela isposlovati primirje između dviju zaraćenih strana, ali je ono brzo propalo i nekoliko dana kasnije, azerbajdžanska je strana izvještavala o novim ostvarenim uspjesima na južnoj bojišnici. Drugi pokušaj primirja iz 17. listopada je također brzo propao. Dne 19 listopada azerbajdžanski izvori tvrdili su da je zauzet grad Fizuli, dok su grad Džebaril navodno zauzeli još 10. listopada. Do 22. listopada Azerbajdžan je objavio da je granica s Iranom u potpunosti pod njihovom kontrolom.
Napadna djelovanja oružanih sila Azerbajdžana na južnoj bojišnici zatim su se usmjerena prema sjeverozapadu gdje se nalazi Lačinski koridor, koji čini jedinstvenu komunikaciju i žilu kucavicu iz Armenije prema Gorskom Karabahu. Zbog daljnjeg napredovanja Azera, ova je važna komunikacija došla unutar dometa azerbajdžanskog topništva. Armenska je strana potom objavila da je njihov protunapad zaustavio napredovanje azerbajdžanskih snaga i to na 25 kilometara od Lačinskog koridora. Do 26. listopada dijelovi armenskih snaga, koji su se povukli u planine, krenuli su s malenim gerilskim prepadima na izloženo pješaštvo i oklop Vojske Azerbajdžana.
Dana 29. listopada iz tzv. Republike Arcah su objavili da su azerbajdžanske snage stigle na 5 kilometra od grada Šuše - drugog po veličini grada u Gorskom Karabahu. Dana 8. studenog snage Azerbajdžana uspostavile su kontrolu nad gradom Šušom. Time su ujedno došle na petnaestak kilometra od Stepankerta, glavnog grada samoprozvane Republike Arcah.

## Primirje
Nakon pada Šuše 9. studenog azerski predsjednik Ilham Alijev i armenski premijer Nikol Pašinjan uz posredstvo predsjednika Ruske Federacije Vladimira Putina potpisali su mirovni sporazum čime su stale borbe na svim bojišnicama s početkom od 10. studenog 2020. u ponoć. S potpisanim se također usuglasio i predsjednik Republike Arcah - Araik Arutunjan.

## Epilog
Ubrzo nakon potpisivanja primirja u Armeniji su izbile nasilne demonstracije usmjerene protiv premijera Nikola Pašinijana kojeg su prosvjednici proglasili izdajnikom. Prosvjednici su također provalili u zgradu parlamenta gdje su izbatinali predsjednika parlamenta Ararata Mirzojana. Dana 12. studenog glasnogovornik armenskog ministarstva obrane podnio je ostavku.
U suprotnosti sa situacijom u Armeniji, vijesti o potpisanom primirju u Azerbajdžanu izazvale su slavlja na ulicama, gdje su mase mahale azerbajdžanskim zastavama. Na dodirna područja između dviju zaraćenih strana, raspoređene su ruske mirovne snage.
U prosincu 2022. god. su vojne snage Azerbejdžana zauzele i blokirale Lačinski koridor, bez oružanog odgovora armenskih snaga ili ruskih mirovnih snaga. Nakon što je u Gorskom Karabahu nastala dramatična nestašica hrane i goriva, započeo je azerbejdžanskim granatiranjem Gorskog Karabaha sukob u Gorskom Karabahu od 19.-20. rujna 2023. koji je završen nakon samo jednog dana pristankom armenskih vlasti u Gorskom Karabahu da posve raspuste svoje vojne snage. Odmah potom su započeli pregovori o političkoj budućnosti Gorskog Karabaha, u glavnom gradu Azerbejdžana Bakuu.